# Сан-Хосе-Ахуско
Сан-Хосе-Ахуско (исп. San José Axuxco) — населённый пункт и муниципалитет в Мексике, входит в штат Пуэбла. Основу экономической деятельности составляет сельское хозяйство. Расположен примерно в одном километре от муниципального центра. Согласно информации, предоставленной городским советом, покрытие коммунальных услуг по обеспечению города водой составляет 100 процентов, по уличному освещению — 90 процентов, по уборке мусора — 60 процентов.